# Иоанн Златоуст (броненосец)
«Иоа́нн Златоу́ст» — линкор (броненосец) додредноутного типа русского флота, типа «Евстафий».

## Строительство
13 июля 1903 года зачислен в списки судов Черноморского флота и 13 ноября 1904 года заложен на эллинге Лазаревского адмиралтейства в Севастополе. Спущен на воду 30 апреля 1906 года, вступил в строй 1 апреля 1911 года. Главным строителем на завершающем этапе был корабельный инженер В. В. Константинов. 11 августа 1911 года вместе с линейными кораблями «Пантелеймон», «Евстафий» и «Ростислав» образовал бригаду линкоров Чёрного моря.

## Служба

### Волнения
13 и 20 мая 1912 года на митингах за Малаховым курганом, где присутствовали моряки с линкоров «Пантелеймон», «Иоанн Златоуст», «Евстафий», крейсеров «Память Меркурия», «Кагул» и других кораблей флота, было принято решение поднять восстание, когда эскадра будет на учениях у Тендры. Через провокаторов об этом стало известно охранке. В конце мая 1912 года, перед выходом эскадры на учения руководители восстания — Зеленин, Карпишин, Силяков и Полуэктов были списаны с корабля и преданы военно-морскому суду. Севастопольский военно-морской суд, где слушалось дело по обвинению матросов линкора «Иоанн Златоуст» приговорил: одиннадцать человек — к расстрелу, пять — к различным срокам каторжных работ.

### Первая мировая война

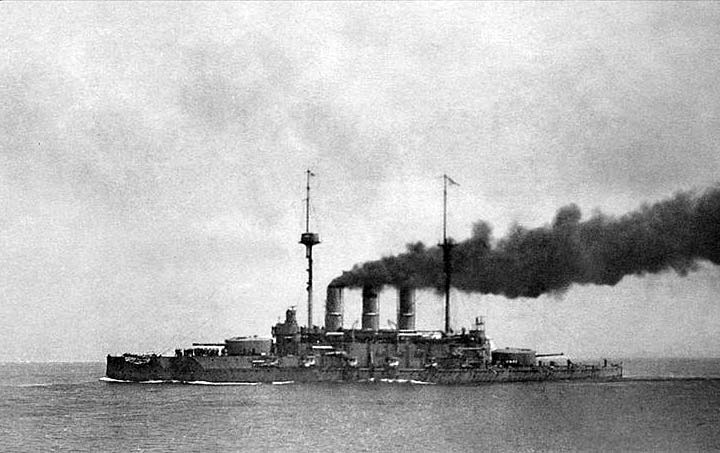
Броненосец «Иоанн Златоуст» у побережья Босфора, утро 27 апреля 1915 года. Фото сделано с борта одного из миноносцев сопровождения

Во время Севастопольской побудки главные силы Черноморского флота (5 линкоров, 3 крейсера и несколько миноносцев) вышли в море днём 16 (29) октября. Длительный поиск кораблей неприятеля в юго-западной части Чёрного моря остался безуспешным. Флот вернулся в Севастополь 19 октября (1 ноября).
В бою мыса Сарыч 5(18) ноября 1914 года юго-западнее Ялты у мыса Сарыч (широта 42°, долгота около 34°). В этой точке в 11:40 крейсер «Алмаз», шедший в 3,5 милях впереди кильватерной колонны из пяти броненосцев («Евстафий», «Иоанн Златоуст», «Пантелеймон», «Три Святителя» и «Ростислав») обнаружил большой дым и передал об этом прожектором на флагман. Одновременно противник выдал себя радиопереговорами, которые в тумане вели «Гёбен» с «Бреслау». Залп «Иоанна Златоуста», как и всей эскадры, дал перелёты. Видимость затруднялась дымами «Пантелеймона». Всего броненосец выпустил 6 снарядов. «Гёбен» и «Пантелеймон» обменялись несколькими результативными залпами, после чего «Гёбен», используя преимущество в скорости, вышел из боя.
Участвовал в обстреле побережья и портов Зунгулдак, Килимли, Козлу и Варна, в операциях на коммуникациях противника и в боях у Босфора. Прикрывал воинские перевозки и минно-заградительные действия разнородных сил флота.
8 ноября 1917 года матрос Владимир Драчук на общем собрании команды корабля зачитал доклад, после чего была принята декларация следующего содержания: «Горячо приветствуем все постановления Черноморского съезда о реальной поддержке демократии против выступления контрреволюционеров, где бы таковые ни совершались; мы заявляем, что не все из нас большевики, но все мы, как один, пойдём без колебаний за партиями, которые будут решительно идти к раз намеченной цели полного раскрепощения трудящихся. Сметём всех явных и тайных контрреволюционеров, старающихся [ставить препятствия] на пути к завоеванию революции».
В 1918 году в Севастополе захвачен германскими оккупантами.

### Дальнейшая служба
После поражения Германии перешёл в руки англичан. Возвращен в Россию в ноябре 1918 года. 22-24 апреля 1919 года по приказу английского командования механизмы корабля были выведены из строя. После эвакуации белогвардейцев из Крыма в 1920 году корабль перешёл к большевикам.
В 1923 году корабль сдан Комгосфонду для демонтажа и разделки на металл, и 21 ноября 1925 года исключён из списков Рабоче-крестьянского Красного флота. Станки орудий главного калибра использовались при создании железнодорожных установок ТМ-2-12.

## Командиры
- xx.xx.1906 — 03.03.1908 — капитан 1-го ранга Сапсай, Алексей Дмитриевич
- 03.03.1908 — xx.xx.1908 — капитан 1-го ранга фон Шульц, Максимилиан Фёдорович
- 26.01.1909 — 19.12.1911 — капитан 1-го ранга Псиол, Иван Николаевич
- 19.12.1911 — 10.09.1914 — капитан 1-го ранга Дмитриев, Аполлон Аполлонович
- 15.11.1913  — 30.11.1913  — капитан 2-го ранга Глазенап, ВРИД
- 29.09.1914 — после 11.04.1916— капитан 1-го ранга Винтер, Франц Андреевич
- 1917 — капитан 1-го ранга Степанов, Иван Иванович
- xx.07.1917 — 20.12.1917 — капитан 2-го ранга Орлов, Василий Иванович